# Щелкунчик (театр, Екатеринбург)
Муниципа́льный теа́тр бале́та «Щелку́нчик» — детский театр балета, созданный в Свердловске в 1988 году. Руководителем был педагог и балетмейстер М. И. Коган (1946—2021).
Премьера состоялась 17 ноября 1988 года на сцене Свердловского государственного академического театра оперы и балета. Это был спектакль «Муха-Цокотуха». Кроме того, коллектив театра работает и за пределами Екатеринбурга. В основе репертуара — балетные спектакли по мотивам сказок. В 1994 году с немалым успехом прошёл балет «Снежная королева», который был показан на сцене Центрального детского театра в Москве. Летом 1995 года в итальянском городе Римини были показаны «Хореографические миниатюры». В 1996 году состоялись гастроли в Сан-Хосе, США.
В январе 2009 года состоялось открытие нового здания театра на месте бывшего кинотеатра «Мир», на перекрёстке улиц Фрунзе и 8 Марта.

## Постановки
- Муха-Цокотуха (1988)
- Снежная королева (1994)
- Хореографические миниатюры (1995)
- Чиполлино
- Золушка
- Волшебник Изумрудного города
- Волшебный дворец
- Рождественская сказка (2007)
- Рождественский бал в театре Щелкунчик (1994)
- Мать и дитя (1996)
- Итальянский карнавал (1997)
- Конёк-Горбунок (1998)
- Белоснежка и семь гномов (2001)
- Дюймовочка (2006)
- Волчонок (2009)
- Снежная история (2009)
- Приключения Братца Кролика (2009)
- Синяя птица (2010)
- Золушка (2010)
- Кот в сапогах (2011)
- Принц Щелкунчик (2011)
- Стойкий оловянный солдатик (2012)
- Гадкий утёнок (2013)